# پورت اورنج (فلوریدا)
پورت اورنج (به انگلیسی: Port Orange) شهری در شهرستان ولوسیا ایالت فلوریدا است که در سال ۱۸۶۷ بنیان‌گذاری شده است. این شهر طبق سرشماری سال ۲۰۱۰ میلادی، ۵۶٬۰۴۸ نفر جمعیت داشته و مساحت آن نیز ۶۹٫۱ کیلومتر مربع است.